# Sam Claflin

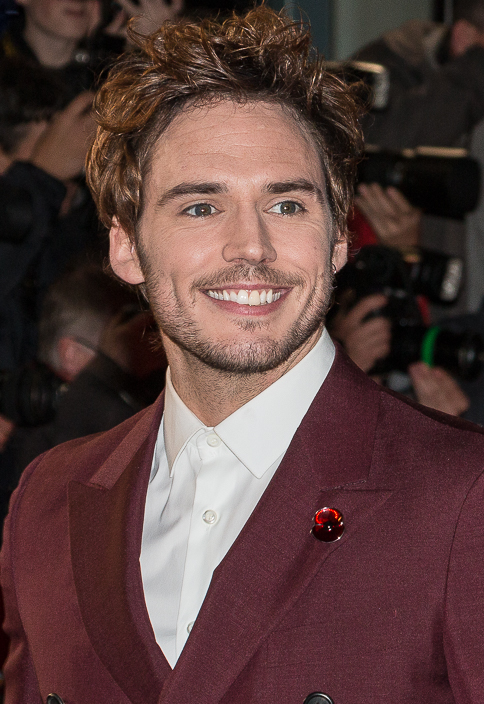
Sam Claflin (2014)

Samuel „Sam“ George Claflin (* 27. Juni 1986 in Ipswich, Suffolk, England) ist ein britischer Schauspieler.

## Leben
Sam Claflin ist der Sohn eines Finanzberaters und einer Schulsekretärin. Sein Schauspieldebüt hatte er in dem Fernsehmehrteiler Die Säulen der Erde als Richard von Shiring. In dem vierten Teil der Fluch-der-Karibik-Reihe, Pirates of the Caribbean – Fremde Gezeiten, spielt er in einer Nebenrolle den Missionar Philip. Im Fußballdrama United, das sich mit dem Wiederaufbau der Mannschaft nach dem Flugzeugunglück des Manchester United Teams 1958 befasst, spielt er die Rolle des Duncan Edwards. 2012 spielte er die Rolle eines Prinzen in einer amerikanischen Neuverfilmung des Märchens Schneewittchen, Snow White and the Huntsman, der am 31. Mai 2012 in die deutschen Kinos kam. In dem 2013 erschienenen Science-Fiction-Film Die Tribute von Panem – Catching Fire übernahm Claflin die Rolle des Finnick Odair. Es folgte die Hauptrolle des Bryan McNeil im Horror-Thriller The Quiet Ones sowie die Hauptrolle des Alex Stewart in der romantischen Komödie Love, Rosie – Für immer vielleicht, die auf dem gleichnamigen Roman von Cecelia Ahern basiert. Im Jahr 2016 spielte er im Film Ein ganzes halbes Jahr die männliche Hauptrolle des Will Traynor, neben Emilia Clarke und Charles Dance. Der Film basiert auf dem gleichnamigen Roman von Jojo Moyes. 2023 übernahm Claflin die männliche Hauptrolle Billy Dunne in der US-Streaming-Serie Daisy Jones & The Six, die von Aufstieg und Fall einer fiktionalen Rockband der 1970er Jahre in Los Angeles handelt.
Im Juli 2013 heiratete Sam Claflin die britische Schauspielerin Laura Haddock.
Ende Dezember 2015 brachte Haddock das erste gemeinsame Kind des Paares, einen Jungen, auf die Welt. Anfang Januar 2018 kam ein zweites Kind, ein Mädchen, zur Welt. Im August 2019 wurde die Trennung bekannt gegeben.

## Filmografie (Auswahl)
- 2010: Die Säulen der Erde (The Pillars of the Earth, Miniserie, acht Folgen)
- 2010: Lost Future – Kampf um die Zukunft (The Lost Future)
- 2010: Any Human Heart – Eines Menschen Herz (Any Human Heart, Fernsehserie, vier Folgen)
- 2011: Pirates of the Caribbean – Fremde Gezeiten (Pirates of the Caribbean: On Stranger Tides)
- 2011: United (Fernsehfilm)
- 2012: White Heat (Fernsehserie, sechs Folgen)
- 2012: Snow White and the Huntsman
- 2013: Die Tribute von Panem – Catching Fire (The Hunger Games: Catching Fire)
- 2014: The Quiet Ones
- 2014: Love, Rosie – Für immer vielleicht (Love, Rosie)
- 2014: The Riot Club
- 2014: Die Tribute von Panem – Mockingjay Teil 1 (The Hunger Games: Mockingjay – Part 1)
- 2015: Die Tribute von Panem – Mockingjay Teil 2 (The Hunger Games: Mockingjay – Part 2)
- 2016: The Huntsman & The Ice Queen (The Huntsman: Winter’s War)
- 2016: Ein ganzes halbes Jahr (Me Before You)
- 2016: Ihre beste Stunde – Drehbuch einer Heldin (Their Finest)
- 2017: Meine Cousine Rachel (My Cousin Rachel)
- 2017: Journey’s End
- 2018: Die Farbe des Horizonts (Adrift)
- 2018: The Nightingale – Schrei nach Rache (The Nightingale)
- 2019–2022: Peaky Blinders – Gangs of Birmingham (Peaky Blinders, Fernsehserie)
- 2019: 3 Engel für Charlie (Charlie’s Angels)
- 2020: Love Wedding Repeat
- 2020: Enola Holmes
- 2021: Charlotte
- 2021: Every Breath You Take
- 2022: Book of Love
- 2023: Daisy Jones & the Six (Miniserie, 10 Folgen)
- 2024: The Count of Monte Cristo (Miniserie, 8 Folgen)
- 2024: Bagman